# ویوی جوی
ویوی جوی (ایتالیایی: Vivi Gioi؛ ‏ ۲ ژانویهٔ ۱۹۱۷ – ۱۲ ژوئیهٔ ۱۹۷۵) هنرپیشه اهل ایتالیا بود. 
از فیلم‌هایی که وی در آن نقش داشته است، می‌توان به اتصال کوتاه، نخستین عشق، معشوقه پنهانی و هارلم اشاره کرد. 
جوی برنده جایزه انجمن ملی فیلم ایتالیا بهترین بازیگر نقش مکمل زن در سال ۱۹۴۸ شده است.